# Glyn Davies
Glyn Davies (Swansea, 31 maggio 1932 – Swansea, 7 febbraio 2013) è stato un calciatore e allenatore di calcio inglese, di ruolo difensore.

## Caratteristiche tecniche
Era un terzino sinistro.

## Carriera

### Giocatore
Dopo alcune stagioni nelle giovanili del Derby County esordisce tra i professionisti con i Rams nella seconda divisione inglese all'età di 21 anni, nella stagione 1953-1954; rimane nel club anche dopo la retrocessione in terza divisione maturata al termine della stagione 1954-1955, e due anni più tardi è tra i protagonisti della vittoria del campionato che riporta i bianconeri in seconda divisione dopo due stagioni. Rimane quindi nel club per ulteriori cinque stagioni, tutte disputate in seconda divisione, venendo ceduto dopo 200 presenze e 5 reti in partite di campionato allo Swansea City (club della sua città natale) al termine della stagione 1961-1962.
La sua permanenza agli Swans dura due stagioni, entrambe in seconda divisione: nella prima realizza una rete in 17 presenze, mentre nella seconda non scende mai in campo in partite ufficiali; va quindi a chiudere la carriera ai semiprofessionisti dello Yeovil Town, in Southern Football League (che all'epoca era una delle principali leghe calcistiche inglesi al di fuori della Football League).

### Allenatore
Nella sua unica stagione allo Yeovil Town è anche allenatore del club, che guida alla vittoria di una Somerset Premier Cup. A fine stagione lascia il club e torna allo Swansea City, come allenatore: rimane in carica per una sola stagione, nella quale conquista un diciassettesimo posto in classifica nel campionato di Third Division, vincendo tra l'altro anche una Coppa del Galles.

## Palmarès

### Giocatore

#### Competizioni nazionali
- Third Division South: 1

Derby County: 1956-1957

### Allenatore

#### Competizioni nazionali
- Coppa del Galles: 1

Swansea City: 1965-1966

#### Competizioni regionali
- Somerset Premier Cup: 1

Yeovil Town: 1964-1965